# Gypsys, Tramps & Thieves (singolo)
Gypsys, Tramps & Thieves (in italiano: Zingare, Vagabondi e Ladri) è il primo singolo pubblicato da Cher per l'album omonimo, il suo settimo album solista. 
Questo brano è il suo primo singolo come solista a raggiungere il 1º posto in classifica negli Stati Uniti. 
Il singolo è stato certificato disco d'oro dalla RIAA per oltre 1 milione di copie vendute.

## Descrizione
La canzone è stata il primo singolo di Cher del 1971 dall'album omonimo Cher. 
Dopo il successo del singolo l'album è stato successivamente rinominato e distribuito con il nome Gypsys, Tramps & Thieves. La canzone è stata scritta dal cantautore Bob Stone come una canzone-racconto chiamata Gypsys, Tramps and White Trash ma il produttore Snuff Garrett cambiò il titolo in quello attuale.
Pubblicata quattro anni dopo il suo ultimo singolo nella top ten You Better Sit Down Kids, la canzone non solo riuscì ad entrare nella top ten della classifica, ma conquistò anche la posizione numero 1 della Billboard Hot 100 nel novembre del 1971 e rimase in quella posizione per due settimane. 
Il singolo inoltre raggiunse la posizione numero uno in Canada e la numero quattro nel Regno Unito. 
A quel tempo Gypsys, Tramps & Thieves era il singolo di maggior successo di Cher per aver venduto più di 4,5 milioni di copie nel mondo.

## Esibizioni dal vivo
Cher ha cantato il brano nel Do You Believe? Tour, nel suo famoso Living Proof: The Farewell Tour e anche nel tour Cher at the Colosseum di Las Vegas.

## Video
Il videoclip di Gypsys, Tramps & Thieves è stato il primo video musicale di Cher. Per girarlo è stata usata una registrazione dal vivo del brano nel programma televisivo The Sonny & Cher Comedy Hour del 1971. Nel video Cher canta davanti ad un carro di zingari e un fuoco acceso. È stato realizzata una seconda clip, molto simile a quella originale, dove però sono presenti degli spezzoni con ballerine vestite da zingare.

## Cover
La canzone è stata reinterpretata da molti artisti, come ad esempio dalla cantante pop britannica Cilla Black, da Vicki Lawrence per il suo album The Night the Lights Went out in Georgia nel 1973, dalla band rock Inkubus Sukkubus nel 2001, e persino dai Nirvana nel 1987 con il testo un po' modificato.

Il brano è stato anche adattato e tradotto in francese, poi cantato sotto il titolo Voleurs Bohémiens di Claude François nel 1972.
Nel 2007 il gruppo rap francese IAM ha campionato il brano per la loro canzone Une Autre Brique Dans Le Mur ed anche il gruppo rap italiano Club Dogo l'ha campionato per la loro canzone Confessioni di una banconota, presente nell'album Vile denaro.

## Classifiche
| Classifica (1971) | Posizione Massima |
| ----------------- | ----------------- |
| Australia         | 5                 |
| Belgio            | 27                |
| Canada            | 1                 |
| Germania          | 25                |
| Giappone          | 20                |
| Irlanda           | 3                 |
| Nuova Zelanda     | 12                |
| Regno Unito       | 4                 |
| Singapore         | 2                 |
| Stati Uniti       | 1                 |